# Infinite Stratos
IS <Infinite Stratos> (IS <インフィニット・ストラトス>?) es una serie de novelas ligeras japonesas escritas por Izuru Yumizuru e ilustradas por Okiura. Hasta abril del 2011, 7 volúmenes han sido publicados por Media Factory en la revista MF Bunko J. Una serie manga fue adaptada por Kenji Akahoshi en la revista Monthly Comic Alive de Media Factory. Una adaptación al anime comenzó a emitirse en enero del 2011 y culminó el 31 de marzo de 2011. Posteriormente el 25 de noviembre de 2011 se estrenó una OVA.
El 20 de abril de 2013 se confirmó oficialmente la segunda temporada que se estrenó en octubre de 2013 terminó en diciembre del mismo año, además Overlap anunció el lanzamiento de un nuevo manga spin-off basado en la serie bajo el título IS Sugar & Honey, este está protagonizado por Charlotte Dunoir y es de cadencia mensual.

## Argumento
En el futuro se ha diseñado el IS, un sistema de armadura creado inicialmente como un traje espacial multifuncional de alta tecnología, pero posteriormente reacondicionándolo para combate personal. Dado que los tratados de paz prohíben su uso en conflictos bélicos y que existen un número limitado de unidades funcionales, su principal uso es para encuentros deportivos, por ello se han creado academias en el mundo para instruir pilotos de élite que dominen estos dispositivos. Sin embargo, los IS solo son compatibles con mujeres, por lo que desde su creación estas han elevado su presencia social por encima de los hombres.
Ichika es el hermano menor de Chifuyu Orimura, la mejor piloto e instructora de IS que ha existido. En primavera se descubrió que Ichika es el único caso conocido de un varón que es capaz de activar y pilotar un IS, por lo que se le inscribió en la Academia IS de Japón, debiendo a partir de ahora no solo recibir el entrenamiento para ser un piloto, sino también convivir con una academia que hasta ese momento era solo para mujeres.

## Personajes

### Principales
Ichika Orimura (織斑 一夏 Orimura Ichika?)
 Seiyū: Kōki Uchiyama
Ichika es el protagonista de Infinite Stratos. Él es un estudiante de primer año de IS Academy y es el más joven de los dos hermanos Orimura (él y su hermana, una legendaria IS piloto). Fueron abandonados a una edad temprana por sus padres y fue criado por su hermana mayor. Ichika tiene la costumbre de evaluar personalmente la situación de monólogo interior, además de ser fácil de adivinar en que piensa; a pesar de que la mentalidad de la sociedad ha cambiado desde la creación de los IS y ahora se considera a las mujeres el sexo fuerte Ichika considera que es su deber como hombre proteger a sus compañeras y seres queridos, sin embargo de la misma forma siempre dará prioridad a la seguridad de otros aun si esto significa perder competencias o ponerse en peligro. A medida que se hace un piloto, su nueva reputación le ha hecho algo de fama. Es el piloto de Byakushiki (白 式?); el activador de su IS es una gruesa muñequera de metal que lleva en su antebrazo derecho.
Hōki Shinonono (篠ノ之 箒 Shinonono Hōki?)
 Seiyū: Yōko Hikasa
Houki es una estudiante de primer año de IS Academy y ha sido la mejor amiga de Ichika desde que eran niños, pero no se han visto durante seis años. Tiene el cabello negro y lo peina en una cola de caballo muy larga. Su lugar de residencia es un dojo de kendo y se ha interesado en este deporte desde que era joven, compitiendo incluso en torneos a nivel nacional y ganando el que se celebró un año antes del comienzo de la historia; también forma parte del club de kendo en la academia y además, tiene sentimientos hacia Ichika. Es hermana de la creadora de los IS y los núcleos, sin embargo, guarda cierto resentimiento a ella ya que al huir y negarse a revelar el secreto de sus investigaciones ella y sus padres debieron ser reubicados en un programa de protección debiendo por ello abandonar su casa a sus amigos y a Ichika. Es piloto de Akatsubaki (红 椿?) IS, el primer y único IS de cuarta generación hasta el momento; el activador de su IS es un par de cascabeles que lleva en su muñeca izquierda.
Cecilia Alcott (セシリア オルコット?)
 Seiyū: Yukana
Cecilia es una estudiante de primer año de IS Academy y la representante de la sociedad de cadetes de Inglaterra, esto como parte de la aristocracia británica. Su padre era un hombre débil y tímido que tenía poca influencia tanto fuera como dentro de la familia Alcott, a causa de este hecho ella juró nunca casarse con un hombre débil (una de las dificultades debido al cambio en el estatus social). Quedó huérfana hace tres años después de un accidente de tren y se vio obligada a proteger su fortuna familiar de aquellos que desean reivindicar una participación de la misma. Lucha con Ichika para el cargo de representante de la clase, incluso si al principio parece una fácil victoria ella es puesta a prueba por el muchacho y solo logra derrotarlo porque el tiempo del escudo del muchacho acabó antes que él lograra darle el golpe de gracia. Tras esto empieza a verlo como un verdadero hombre y luego se enamora de él. Posteriormente es fácilmente derrotada por Laura. Es piloto de Blue Tears IS, un modelo francotirador; el activador de su IS es un par de pendientes azules.
Ling Yin Huáng (凰 鈴音?)
 Seiyū: Asami Shimoda
Ling Yin es una estudiante de primer año de IS Academy y representante de la sociedad de cadetes de China. Al igual que Houki, Ling Yin ha sido amiga de Ichika desde que eran pequeños ya también está enamorada de él ya que él la protegía cuando la intimidaban en la escuela. Ling Yin en un primer momento es extremadamente hostil con Ichika ya que él se olvidó de su promesa (si ella se convertiría en una excelente cocinera, iba a ser su novia). También es llamada "Ling" (鈴?) por otros. Su familia tenía un restaurante chino donde Ichika a menudo iba a comer. Es piloto de Shenlong (甲龍?) IS, que es del tipo de corto y mediano alcance, además posee unos poderosos "Cañones de impacto" ocultos en la armadura del hombro; el activador de su IS es una pulsera de metalrojo y negro que lleva en su muñeca derecha.
Charlotte Dunoir (シャルロット デュノア?)
 Seiyū: Kana Hanazawa
Charlotte es una estudiante de primer año de IS Academy y representante de la sociedad de cadetes de Francia. Charlotte fue presentada originalmente en la serie como "Charles", el segundo estudiante hombre piloto que fue trasladado a la clase Ichika, pero en realidad fue enviado a la academia para espiar a Ichika. Al suponerse que ambos eran varones se les asignó la misma habitación con Ichika, pero pronto descubre su verdadero género. Después de escuchar su historia triste, él decide ayudarla y entonces ella se enamora de él; su apodo es Char, pero solo permite que Ichika la llame así. Ella es piloto de Rafale Revive Custom II (ラファール・リヴァイヴ・カスタムII?) IS, un modelo de segunda generación creado por la compañía de su familia, el más eficiente, con la capacidad de alternar las armas que posee durante el combate; el activador de su IS es un colgante triangular de color anaranjado que cuelga de su cuello.
Laura Bodewig (ラウラ ボーデヴィッヒ?)
 Seiyū: Marina Inoue
Laura es una estudiante de primer año de IS Academy y representante de la sociedad de cadetes de Alemania. Es un experimento de ingeniería genética para crear al super soldado, Laura es miembro del ejército alemán y tiene el rango de teniente segundo ya que desde su nacimiento fue entrenada y se destacó como soldado élite, sin embargo al crearse los IS se decidió que se transformara en un piloto pero resultó no tener compatibilidad notable por lo que cayó en desgracia ante sus superiores, posteriormente se le implantaron nanomáquinas en su ojo izquierdo para aumentar su compatibilidad, pero solo logró resultados normales. Tiene los ojos rojos, cabello plateado largo y un parche negro en su ojo izquierdo que esconde sus implantes. Laura estaba bajo la dirección de Chifuyu, cuando ésta estaba en el ejército alemán y por lo tanto tiene gran estima hacia Chifuyu, pero cuando se entera de la existencia de Ichika se molesta ya que considera el cariño de Chifuyu por él inapropiados y un impedimento para que sea la gran piloto IS que ella ve y empieza odiarlo. Al principio intenta matar a Ichika en una batalla pero es derrotada dos veces (incluso con el sistema Valkyrie activo) en el subespacio inter-ES, tras esto descubre lo que Ichika considera la definición de fuerza y desarrolla sentimientos por él. A partir de ese momento comienza a protegerlo de las otras chicas y declara que ha decidido que Ichika será su "esposa". Laura es piloto de Schwarz Regen (シュヴァルツェア レーゲン?) IS, un poderoso prototipo de tercera generación con armamento pesado; el activador de su IS es un dispositivo rectangular que lleva sujeto a su pierna derecha.
Tatenashi Sarashiki (更識 楯無 Tatenashi Sarahiki?)
 Seiyū: Chiwa Saitō
Tatenashi es la presidenta del Consejo Estudiantil de la Academia IS, así como la líder número 17 de la familia Sarashiki y la representante de la sociedad de cadetes de Rusia. La larga historia de su familia tradicional, en realidad es una organización secreta que ha estado protestando por Phantom Task durante más de 50 años. Ella es la piloto de IS más poderoso de la Academia (el puesto de Presidenta del Consejo Estudiantil solo se otorga al estudiante más fuerte de IS Academy). Ella es asignada para proteger a Ichika después del incidente de Silver Gospel y usó su posición como presidenta para convertirse en la compañera de cuarto de Ichika (para los celos de Houki). A Tatenashi le gusta coquetear con Ichika, burlarse de él con su cuerpo y hacerlo sentir incómodo la mayor parte del tiempo. Ella le pidió ayuda para poner en funcionamiento el IS de su hermana menor Kanzashi a tiempo para la competencia escolar. Ella es la piloto de la Mysterious Lady (ミステリアス・レイディ?) IS. Al final del volumen 8, ella revela su verdadero nombre Katana Sarashiki (更識 刀奈 Sarashiki Katana?) a Ichika por salvarla de los soldados estadounidenses, lo que indica que ha crecido algo de afecto entre ellos. Por primera vez, Tatenashi ha desarrollado un amor sincero y ahora se siente tembloroso con Ichika con la esperanza de que se case con ella algún día.
Kanzashi Sarashiki (更識 簪 Sarashiki Kanzashi?)
 Seiyū: Suzuko Mimori
Kanzashi es la hermana menor de Tatenashi y la representante de la sociedad de cadetes de Japón. Kanzashi es fanático de los héroes del anime. A pesar de ser una representante de IS, no tiene un IS personal. La empresa que estaba desarrollando su IS personal también produjo el Byakushiki. Debido al aumento de la fama de Ichika, se le dio prioridad al desarrollo de su unidad IS sobre la de ella, y como resultado, ella alberga un resentimiento hacia Ichika, no es que él tenga nada que ver con la decisión. Además, Kanzashi siempre ha competido contra su hermana mayor y se siente incompetente en comparación con ella. Sin embargo, gracias a los esfuerzos de Ichika (sin darse cuenta de la ayuda de Tatenashi hasta más tarde), ella se convierte en la piloto de Uchigane Nishiki (打鉄弐式?) IS. Kanzashi se enamora de Ichika por su amabilidad al ayudarla, y su visión hacia Tatenashi cambia cuando se da cuenta de que ha estado compitiendo con una concepción idealizada de Tatenashi y llega a aceptar más sus propios logros.

### IS Academy
Chifuyu Orimura (織斑 千冬 Orimura Chifuyu?)
 Seiyū: Megumi Toyoguchi
Chifuyu es la hermana mayor de Ichika; tiene 24 años y está a cargo de la clase de Ichika en IS Academy. Era una piloto japonesa de la primera generación de máquinas IS y se decía que era la piloto más fuerte antes de retirarse, al punto que en la actualidad se le considera la mejor y es admirada por todas las nuevas pilotos y estudiantes. Después de ser abandonados se encargó de su hermano y su crianza, ya que lo ve como su única familia. Hace algunos años debió ser la ganadora del Mondo Grosso, pero Ichika fue secuestrado para que ella fuese en su rescate y así abandonara la competencia; gracias a los servicios de inteligencia de Alemania logró ubicarlo, por lo que en agradecimiento entrenó durante un año a Laura Bodewig y posteriormente regresó a Japón para trabajar en la IS Academy. Chifuyu fue quien inscribió a Ichika a la sociedad la IS Academy para mantenerlo a salvo de otros países. Chifuyu usaba a Yukihira, una poderosa espada de energía la cual fue entregada a Ichika cuando adquirió su IS. Chifuyu era amiga cercana de Tabane, la creadora de los IS.
Maya Yamada (山田 真耶 Yamada Maya?)
 Seiyū: Noriko Shitaya
Maya es la otra instructora a cargo de la clase de Ichika, solía ser un cadete IS representante de Japón. Por lo general se muestra insegura y tímida, expresando comentarios que dan a entender que no ha tenido novio y aún es virgen, por lo que sus alumnos la ven condescendientemente; sin embargo, después que Chifuyu organizara un combate de práctica entre Cecilia y Ling contra ella y las venciera rápidamente y apabullantemente, comenzaron a respetarla más. Su IS es un Revive Custom I, versión previa al modelo de Charlotte.
Kiyoka Aikawa (相川 清香 Aikawa Kiyoka?)
 Seiyū: Arise Satō
Una estudiante de IS Academy de primer grado que cursa en la clase que asiste con Ichika. Es alegre y en buena forma física, debido a que practica balonmano y hace footing.
Honne Nohotoke (布仏 本音 Nohotoke Honne?)
 Seiyū: Mai Kadowaki
Una estudiante de IS Academy de primer grado que cursa en la clase que asiste con Ichika. Aunque posee una apariencia soñolienta, es también miembro del Consejo Estudiantil (junto a su hermana mayor Utsuho) y de División de Mantenimiento. Ichika la llama Nohohon-san y le encanta comer snacks.
Kaoruko Mayuzumi (黛薫子 Mayuzumi Kaoruko?)
 Seiyū: Saori Seto
Una estudiante de IS Academy de segundo grado que cursa en la clase que asiste con Ling. Es la Vicepresidenta del Club de Periodismo y tiene una hermana mayor llamada Nagisako. En el manga, no tenía vergüenza de hacer preguntas vergonzosas durante una entrevista a Ichika y a Cecilia. En el pasado, fue ella quien dio muchas sugerencias a Tatenashi a la hora de construir su propio IS, junto con la ayuda de Utsuho.

### Phantom Task
Madoka Orimura (織斑 円香 Orimura Madoka?)
 Seiyū: Ai Kayano
Hermana menor gemela de Ichika. Se desconocen muchos aspectos de su pasado salvo que tiene un gran odio hacia Ichika, al cual acusa de quitarle todo lo que es suyo, a tal punto que en su primer encuentro lanza unos disparos contra el joven siendo estos detenidos por Laura. Madoka es una chica solitaria, fría y grosera con sus camaradas del grupo Phantom Task, que viste de negro. A diferencia de Ichika, que utiliza armas blancas, prefiere las armas de fuego. Su primer IS es Silent Zephyrs para lucha a larga distancia; posteriormente su segundo IS es el Caballero Negro.
En el volumen 12, más tarde se revela que Madoka es un ser artificial creado a partir del ADN de Chifuyu, destinado a actuar como su sucesor.
Squall Meusel (スコール・ミューゼル Sukōru Myūzeru?)
 Seiyū: Fumi Hirano
Squall es la líder de Phantom Task. No se sabe mucho sobre ella. Ella se combina con un IS inusual llamado Golden Dawn, su generación es desconocida. Squall tiene suficiente confianza en sus habilidades y es una luchadora altamente entrenada y peligrosa con reflejos increíbles. Por lo general, se muestra educada y elegante frente a los demás. Si bien puede ser muy despiadada cuando quiere y no le importa usar la fuerza, no le gusta exagerar las cosas innecesarias cuando le ordena a Madoka que no mate a los soldados en la base estadounidense. Su principal objetivo parece recopilar datos sobre el Byakushiki de Ichika (en forma de Caballero Blanco) con un propósito que aún no se ha revelado.
Autumn (オータム Ōtamu?)
 Seiyū: Yuka Nishigaki
Autumn es una miembro impetuosa y exaltada que luchó con Ichika durante el aniversario de IS Academy y casi logró robar el Byakushiki, con un dispositivo llamado 'Remover', solo para fallar en el último minuto cuando Tatenashi interfirió. Pilota el Arachne, un IS de segunda generación de ocho patas que fue robado de los EE. UU. Se insinúa que tiene una relación lésbica con Squall, inusualmente sonrojándose como una niña pequeña al ver a Squall.

### Otros personajes
Tabane Shinonono (篠ノ之 束 Shinonono Tabane?)
 Seiyū: Yukari Tamura
Tabane es la hermana mayor de Houki y la creadora de IS. Ella dejó a su hermana sola hace varios años después de la introducción de los IS y actualmente es la persona más buscada en el mundo, muchos la buscan por su conocimiento sobre los IS. Ella es una amiga cercana de Chifuyu, la hermana mayor de Ichika. Creó personalmente el IS de su hermana con tecnología mucho más avanzada que la que manejan las fábricas y potencias mundiales. Según ha insinuado Chifuyu es posible que ella haya manipulado las pruebas de admisión para que Ichika entrara a la IS Academy.
Dan Gotanda (五反田 弾 Dan Gotanda?)
 Seiyū: Makoto Yasumura
Dan es un amigo cercano de Ichika, esto desde sus días en la escuela intermedia.
Ran Gotanda (五反田 蘭 Ran Gotanda?)
 Seiyū: Noriko Obato
Ran es la hermana de Dan y actualmente asiste a una escuela privada solo para chicas. Ella está en tercer año de escuela media y es la presidenta del Consejo Estudiantil. Ran tiene sentimientos por Ichika y algunas de las otras chicas como Ling ya la ven como una rival por el afecto de Ichika.
Chloe Chronicle
 Seiyū: Ayane Sakura
Hermana mayor de Laura. Es sirvienta de Tabane ya que ella misma lo ha dicho y casi siempre se la ha ve con ella; a diferencia de Laura ella posee implantes en los dos ojos lo que permite crear espacios sellados por su mente. Ella una vez dijo que Laura es la persona que ella no pudo ser.

## Terminología
Infinite Stratos
Abreviado como IS, los IS funcionan como exoesqueletos, los cuales son creados con una tecnología avanzada y con capacidades de combate. En un principio fue diseñado para la exploración del espacio, pero avanzado el tiempo se convirtió en la nueva y principal corriente de armas del mundo. Los IS se dividen en unidades de formación y personal.
IS Formación
Son IS genéricos que se utilizan para entrenar a los estudiantes en el pilotaje de los IS. Su configuración sigue siendo la misma a pesar de tener cualquier usuario.
Núcleos IS
Es la caja Negra de un IS que permite su funcionamiento. Debido a que solo se crearon 467 núcleos, la mayoría de ellos se repartieron entre los gobiernos del mundo, que trabajan bajo ciertas organizaciones y donde las grandes corporaciones, poseen su propio personal.
IS Personal
Son IS especiales que cambian para adaptarse a las especificaciones del usuario. Inicialmente es más difícil de usar en su configuración predeterminada, pero una vez formateada para los usuarios, se convierten en una extensión para los pilotos. Los IS personales poseen habilidades muy superiores a los IS Formación, poseyendo una mayor producción en potencia en fuego, velocidad, maniobrabilidad, etc. Los IS personales están divididas en cuatro generaciones con cada generación superando el anterior en términos de especificaciones en general.
Mondo Grosso
Es el Torneo Internacional de Combate de los IS que se celebra cada tres años.
Defensa Absoluta
Es un escudo de energía que rodea a un usuario del IS, el cual absorbe los ataques para evitar herir al piloto. Consume mucha energía y a cambio protege el cuerpo del usuario durante los combates sin embargo cada ataque recibido lo debilita y llegado al límite de su resistencia colapsará y se desactivará. Los combates suelen terminar cuando la reserva de energía del escudo termina y se desactiva.

## Medios de comunicación

### Novela ligera
Infinite Stratos comenzó como una serie de novelas ligeras escritas por Izuru Yumizuru, con ilustraciones proporcionadas por Okiura. Se publicó el primer volumen en Media Factory bajo la etiqueta de MF Bunko J el 31 de mayo de 2009. Hasta el 25 de diciembre de 2010, seis volúmenes han sido puestos en libertad. El sexto volumen fue lanzado el 24 de diciembre de 2010. 
Las novelas ligeras se está traduciendo al chino tradicional y el primer volumen fue publicado y puesto en libertad por Sharp Point Press el 9 de noviembre de 2010.
Las traducciones al chino de la novela ligera fueron originalmente suspendidas de manera indefinida. Yumizuru citó a los representantes en el extranjero de Media Factory por utilizar su obra en contratos con editoriales extranjeras sin permiso del autor, razón por la cual se hizo la suspensión. Yumizuru había indicado también que él estaba dispuesto a pelear por este asunto en la corte si es necesario.
Actualmente, después de la batalla legal con Media Factory, Yumizura regresó nuevamente con el tomo 8 de IS, junto con su nueva casa editorial llamada Overlap, así mismo regresó con nuevas ilustraciones hechas por choco, el octavo tomo se empezó a vender a partir del 25 de abril de 2013, también se ha revelado que se hará una reedición de los 7 tomos anteriores con cambio de ilustraciones.

### Manga
Una adaptación del manga a cargo de Kenji Akahoshi comenzó a serializarse en la revista de manga seinen Monthly Comic Alive el 27 de mayo de 2010. El primer volumen tankōbon fue lanzado el 22 de diciembre de 2010.

### Anime
Una adaptación al anime de Infinite Stratos fue anunciado por primera vez el 21 de junio de 2010 y su página web oficial lo publicó el 8 de agosto del 2010. La adaptación está dirigida por Yasuhito Kikuchi, quien también dirigió Macross Frontier con 8-Bit, quien es también el estudio de Animación. El diseñador de personajes y director de animación y jefe del anime es Takeyasu Kurashima y el diseñador de los mecanismos es Takeshi Takakura. El guion estuvo a cargo de Atsuhiro Tomioka, Chinatsu Hōjō Y Fumihiko Shimo. Shimo también dirigirá el manejo de la composición de la serie. 
La serie comenzó a transmitirse en Japón el 7 de enero de 2011 en TBS. Sentai Filmworks ha licenciado el anime en Norteamérica. Anime Network se encargó de la transmisión simultánea de la serie en su página web. Los tres primeros episodios se estrenaron el 23 de enero de 2011, lo cual siguió con un nuevo episodio cada semana hasta completar a los 12 que componen la serie.
También cuenta con un volumen en blue-ray llamado Infinite Stratos Encore: Koi ni Kogareru Rokujūsō que es la primera OVA de la serie.
El 20 de abril de 2013 se confirmó oficialmente la segunda temporada siendo dirigida por Yasuhito Kikuchi con 8-Bit; esta segunda entrega comenzó a emitirse el 3 de octubre y finalizó el 19 de diciembre del mismo año.

### Episodios
Anexo:Episodios de IS (Infinite Stratos)

### Música
El Opening para la adaptación al anime se llama "Straight Jet" y es Interpretado por Minami Kuribayashi. El Ending se llama "Super∞Stream" y es Interpretado por Yoko Hikasa, seiyū de Houki Shinonono. El CD sencillo de "Straight Jet" se estrenó el 26 de enero de 2011 y el CD sencillo de "Super∞Stream " fue lanzado el 16 de febrero de 2011. Ambos sencillos se publicaron bajo el sello discográfico Lantis. La música del anime estará compuesta por Hikaru Nanase.
Opening
- "Straight Jet" por Minami Kuribayashi

Ending
- "Super∞Stream" por Yoko Hikasa & Yukana & Asami Shimoda & Kana Hanazawa & Marina Inoue